# Magach
Magach (hebreiska: מגח) är den israeliska beteckningen på stridsvagnar baserade på M48 Patton och M60 Patton i tjänst vid Israels försvarsmakt. Namnet används både för amerikanska varianter och egna modifikationer, och följs av en alfanumerisk kombination som betecknar närmare modell. Påpekas kan att då namnen på varianterna och deras specifikationer inte offentliggjorts kan skillnader i beteckningar förekomma mellan olika källor. Olika Magach-varianter har varit i tjänst med de israeliska styrkorna i över fyrtio år och genom fyra krig.

## Utveckling

### Bakgrund
IDF hade använt AMX-13 och M4 Sherman fram till slutet av 1950-talet, men i samband med att tyngre pansar inköpts av deras grannländer blev det aktuellt med en ny tyngre vagn. Därför inköptes Centurion-stridsvagnar från Storbritannien och M48 Patton från USA via Västtyskland av politiska orsaker. Då media uppmärksammade det faktum att Västtyskland sålde stridsvagnar till Israel avbröts leveranserna. Senare började USA leverera stridsvagnarna direkt till Israel öppet. De flesta vagnar verkar ha varit av modellen M48A2, men även M48A1 och M48A3 har varit i israelisk tjänst.
I Sexdagarskriget hade Jordaniens försvarsmakt satt in sina Patton-vagnar i strid väster om Jordan-floden, i strid mot ett avtal som undertecknades när de köptes. Detta ledde till att ett flertal av deras Pattons togs som krigsbyte, både äldre M47 varianter och nyare M48. I motsats till M47 togs erövrade M48 senare i bruk av IDF. Dessa vagnar kan särskiljas genom att deras registreringsnummer börjar med 109 istället för det vanliga numret som börjar med 8.
Omodifierade M48-vagnar kallades inte Magach av israelerna, utan gick under namnet Patton,פטון på hebreiska.
Namnet Magachs betydelse är inte helt okontroversiellt. Magach skrivs med de hebreiska bokstäverna Mem, Gimel och Het. Då hebreiskan skrivs utan vokaler kan dessa utläsas antingen som en akronym eller som ett ord. Den vanligaste förklaringen är att det handlar om en akronym som betyder "stridsvagnar för hjältar" (hebr. "Merkavot Giborej Hejl"). Andra förklaringar förekommer också. General Abraham "Bren" Adan hävdar att det helt enkelt handlar om en alfanumerisk beteckning, närmare bestämt "48G", från M48 Germany, där beteckningen Germany anspelar på att de första vagnarna kom från Västtyskland. Då de hebreiska bokstäverna också har siffervärden, Mem har värdet 40 Het värdet 8, är denna förklaring också möjlig, och förespråkas bland annat av israeliska pansarmuseets kurator Michael Mass. Som nämnts har namnen på varianterna inte offentliggjorts, vilket gör att skillnader i beteckningar förekommer mellan olika källor. Stridsvagnarna uppgraderades ofta stegvis, vilket innebär att hybrider kan existera. Detta är också en delorsak till att vissa källor inte överensstämmer rörande vilka modeller som introducerade vilka modifikationer.

### Uppgraderingar
IDF hade vid tiden för sexdagarskriget en synnerligen brokig stridsvagnspark, som sträckte sig från uppgraderade M4 Shermans via lätta AMX-13 till moderna Centurion-stridsvagnar och Pattons. Det stora antalet stridsvagnsmodeller i tjänst innebar också att stora mängder av olika kalibrar var i bruk, 75 mm (M50 Sherman, AMX-13), 76 mm (M4 Sheman), 90 mm (M48 Patton), 100 mm (T-54/55, efter kriget), 105 mm (M51 Sherman, Centurion) samt 84 mm (Centurion). För att råda bot på den förvirrande underhållssituationen beslöts att M48-vagnarna skulle moderniseras till M60 standard. Skillnaden mellan M48 och M60 låg i huvudsak i den senares tyngre 105 mm L7/M68 pjäs och dieselmotor. Motorn, en Teledyne Continental AVDS, och pjäsen var redan monterade i de israeliska Centurion-vagnarna, vilket innebar en avsevärd förbättring av standardiseringsgraden då nu M48 och Centurion skulle ha samma motor och pjäs. Israels försvarsmakts materialverks verkstäder (hebr. Heil HaHimush) fick i uppdrag att genomföra moderniseringsprogrammet.

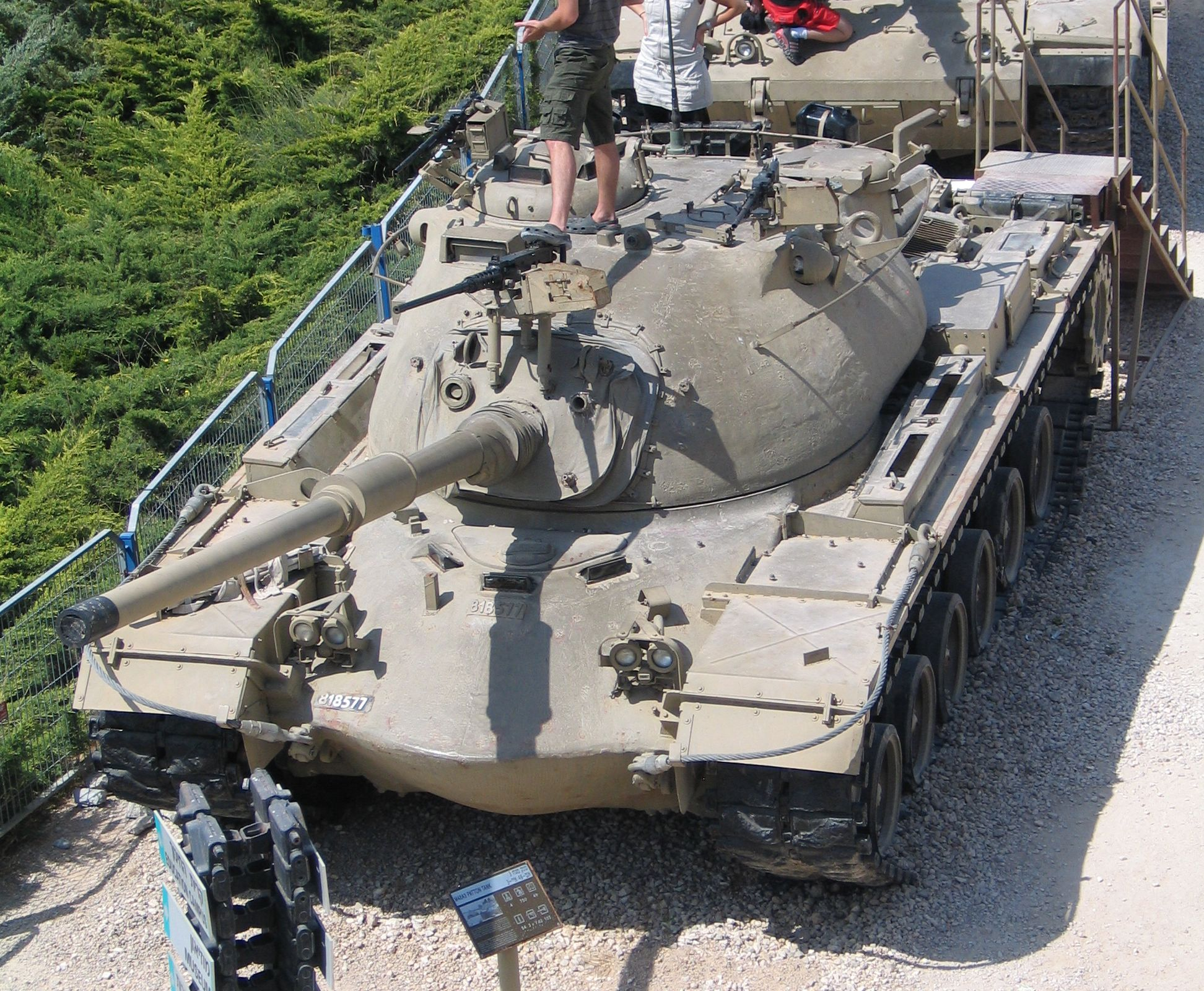
Magach 3 utan Blazer-pansar

Efterhand som erfarenheter från slagfälten kom in gjordes ett antal förändringar. Det allmännaste var inkluderandet av en ny lågprofilkupol, som monterades på nästan alla Pattons i israelisk tjänst, såväl M48 som M60. Kupolen var av israelisk design och gick under namnet Urdan efter företaget som tillverkade den. Ett fåtal fordon utrustades med begagnade kupoler från Sherman-vagnar som en tillfällig lösning. Från slutet av 1970-talet började Blazer reaktivt pansar användas av israelerna. Magach 3 och 5 utrustades bägge med Blazer-pansar utan att beteckningarna ändrades. Vissa källor hävdar att M60 fick beteckningen Magach 6 först efter att ha utrustats med Blazer, och att M60A1 med Blazer då fick beteckningen Magach 6A.
Övriga ändringar som blev genomförda på bred front var förändringar i ammunitionslagret. På M48 satt föraren omgiven av 54 granater, något som klart ökade risken för sekundära explosioner. Ytterligare externa bränsletankar introducerades för att råda bot på de tidiga varianternas korta räckvidd. För ökat skydd mot infanteri introducerades fler lätta kulsprutor och en israelisk rökkastare. I början på 1980-talet byttes den gamla T97 larvbanden ut till de nya T142 på alla Patton-baserade fordon. Denna bandtyp hade tagits i bruk på M60A3, men togs nu i bruk även på övriga vagnar.
Ytterligare omkonstruktioner ledde fram till Sabra, utrustad med flera delsystem från Merkava 3, inklusive den slätborrade 120 mm pjäsen som den senare använder. Sabra byggdes endast för export, och räknas ibland som en stridsvagnsmodell fristående från Magach-linjen.
På grund av ekonomiska nedskärningar, Magach svagare skydd jämfört med Merkava, och anskaffningar av nyare modeller av Merkava kommer Magach att långsamt tas ur tjänst av IDF.

## Egenskaper
Magach-vagnarna har genom åren hela tiden uppgraderats och moderniserats för att hålla jämna steg med utvecklingen. Gemensamt för Magach-familjen är deras huvudbeväpning i form av en 105 mm pjäs, antingen en brittisk L7 eller den amerikanska licenstillverkade versionen benämnd M68. Pjäsen gav stridsvagnarna en möjlighet att ännu under 1990-talet slå ut majoriteten av stridsvagnar på det moderna slagfältet. Stridsvagnarna har dessutom modifierats för att kunna möta det ökade hotet som infanteri beväpnat med modernt pansarvärn utgör, detta i form av reaktivt pansar, rökkastare, och ökat antal kulsprutor. Nyare varianter har även utrustats med en 60 mm granatkastare för att ytterligare öka effekten mot infanteri. Utmärkande är även deras kraftigt ökade räckvidden jämfört med stridsvagnen de baserar sig på, M48.
Beväpningen och skyddsnivån har under åren stigit kraftigt. Antalet kulsprutor har ökat från en 12,7 mm och en 7,62 mm på M48 till en 12,7 och tre 7,62 på Magach 7. M48 hade 54 granater till sin 90 mm pjäs medan Magach 7 har 63 stycken 105 mm granater. Den tyngre beväpnade Sabra-varianten har en 120 mm pjäs med 40 granater. Vagnarnas ursprungliga gjutna pansar har förstärkts med reaktivt pansar och kompositpansar.

## Varianter

### Magach 3

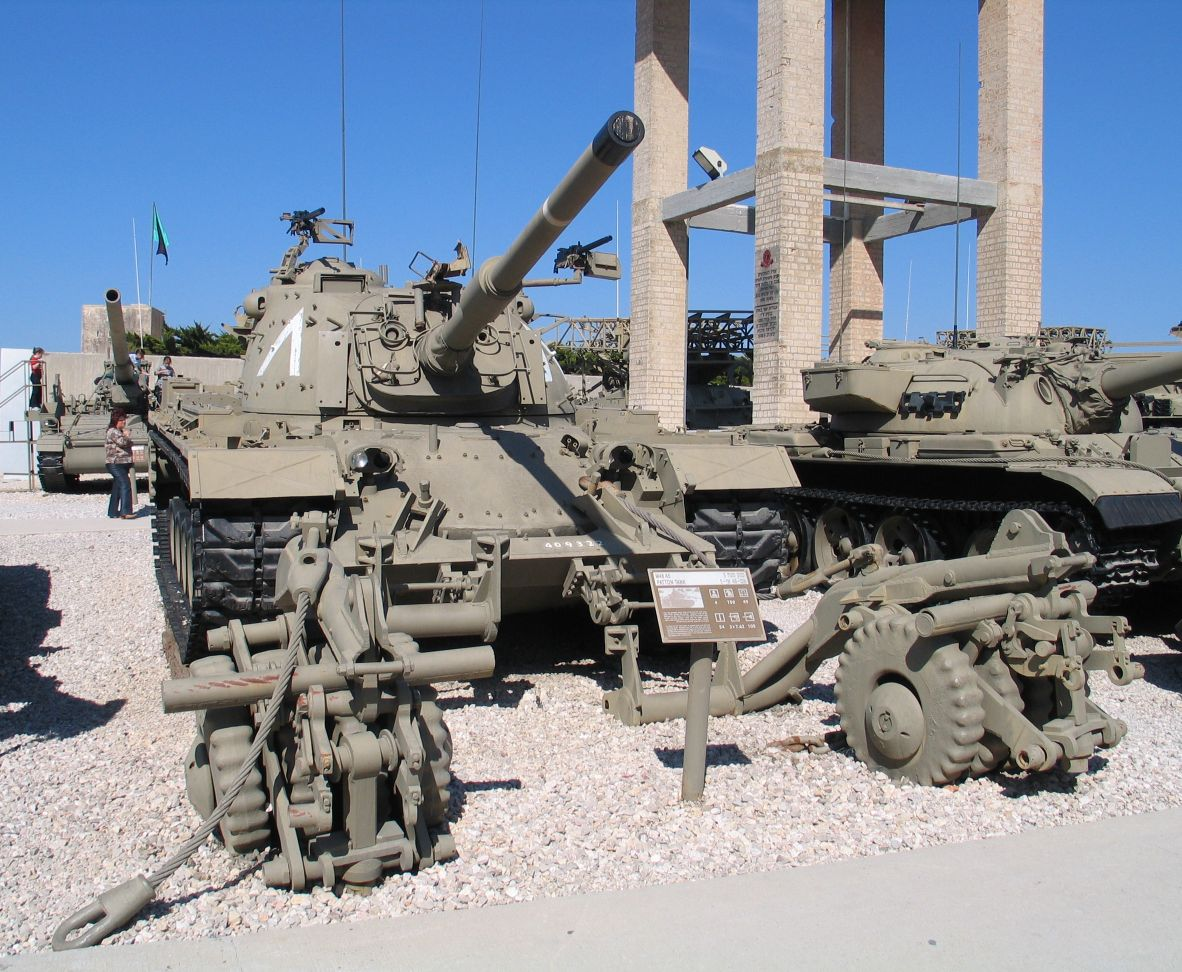
Magach 5 med Nochri minröjningsutrustning

Den första uppgradering, som fick namnet Magach 3, inkluderade tyngre huvudbeväpning i form av 105 mm pjäsen L7, Urdan-observationshuv, samt Teledyne Continental AVDS-1790 luftkyld V-12 dieselmotor. Ett fåtal hann modifieras innan sexdagarskriget bröt ut, men det stora flertalet blev klara först efter att striderna avslutats. Från slutet av 1970-talet har även Magach 3 utrustats med Blazer reaktivt pansar.

### Magach 5

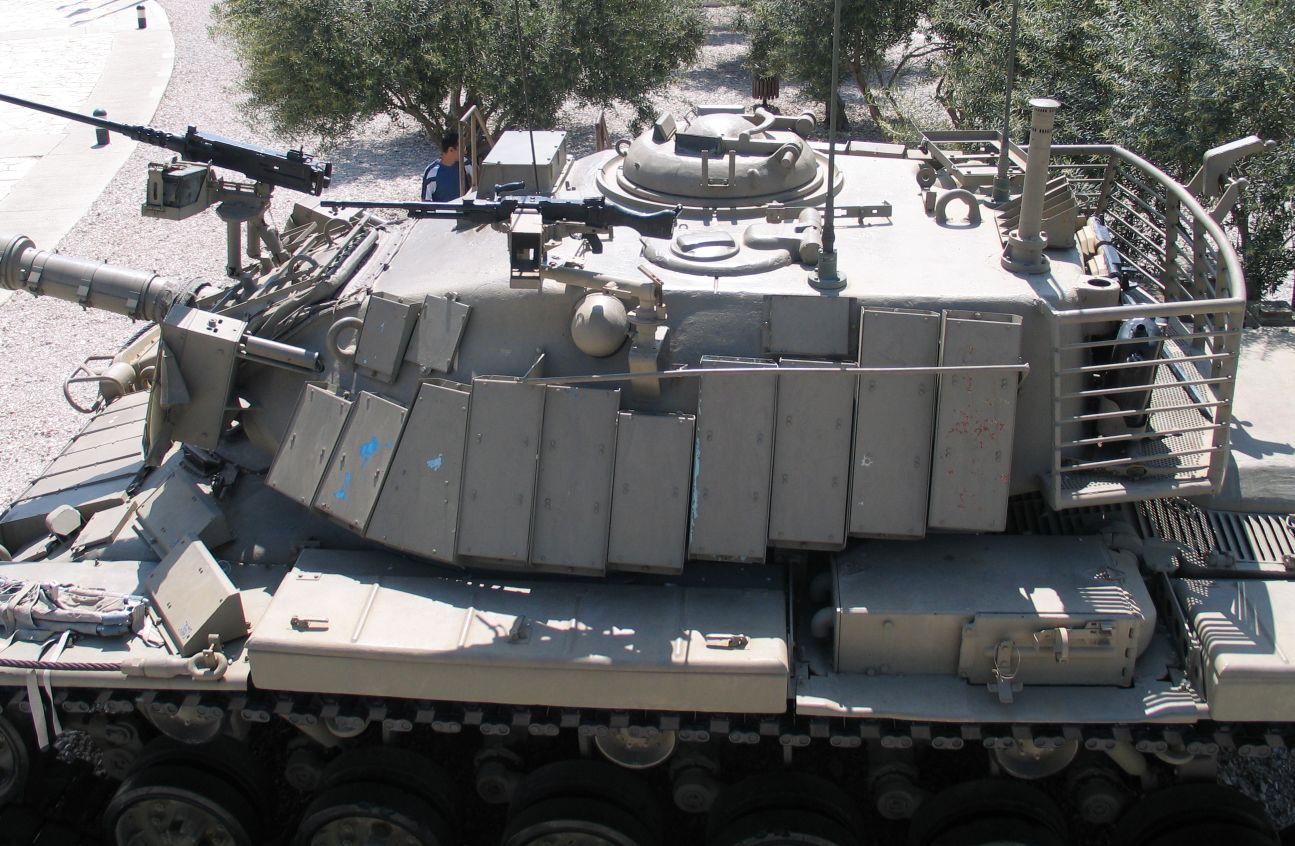
Magach 6 med Blazer-pansar, förstorade transportkorgar och Urdankupol

I mitten av 1970-talet genomfördes i USA ett moderniseringsprogram för att bevara stridsvärdet på tidigare M48-vagnar. Programmet gick ut på att modifiera existerande M48-vagnar med de viktigaste delarna av M60-konceptet. Detta innebar att modellen M48A5 lanserades. M48A5 var ombyggd från M48A2- och M48A3-vagnar, och utrustades med den nya 105 mm M68-pjäsen (en licenstillverkad L7), Teledyne Continental diesel, samt en extra 7,62 mm kulspruta på taket till befälhavarens observationshuv. Av de över 2 000 vagnar som byggdes om levererades 150 till Israel under slutet av 1970-talet. Precis som med Magach 3 utrustades även Magach 5 med Blazer reaktivt pansar från slutet av 1970-talet .

### Magach 6
År 1971 inleddes leveranser av den nyaste Patton-modellen, M60, utrustad med dieselmotor och 105 mm M68-pjäs, en amerikansk variant av den berömda Royal Ordnance L7-pjäsen. Dessa fick namnet Magach 6 och utrustades även de med Urdan-observationshuv för vagnchefen. Som tidigare nämnts menar vissa källor att M60 och M60A1 kallades Patton innan de fick Blazer-pansar, och att de först efter det fick namnen Magach 6 respektive Magach 6A.
Magach 6A är i praktiken en M60A1 i amerikansk standardutförande, med undantag av Urdan-observationshuven och Blazer-pansar, alla uppgraderades senare till Magach 6B.
Nästa större modifikation var Magach 6B (även betecknad 6R om baserad på M60 i vissa källor)), där den viktigaste skillnaden utgjordes av installationen av en ny variant av Continental-motorn med beteckningen AVDS-1790-2C RISE (Reliability Improved Selected Equipment, ökad funktionssäkerhet för utvalda komponenter). År 1978 började RISE-motorerna levereras, och de installerades under de därpå följande åren. För att ge stridsvagnen en möjlighet att skapa sin egen rökridå utrustades vagnarna med israeliskkonstruerade rökkastare av typen IMI CL-3030. Pjäsen fick också ett värmeskydd på eldröret, vilket ökade precisionen.
Efter det följde Magach 6B Gal (6M om baserad på M60 i vissa källor), som introducerade det nya eldledningssystem Gal (systemet salufördes under namnet Matador för export), nya larvband, och större förvaringskorgar bakom tornet. De nya larvbanden var tillverkade av Urdan och monterades också på Merkava 1 och Israels Centurion-vagnar. Vissa Magach 6B har också blivit utrustade med de större korgarna och nya larvbanden.
Den slutgiltiga standarden för Magach 6 var Magach 6B Gal Batash. Stridsvagnen är utrustad med moduler av kompositpansar som erbjuder extra skydd. Projektet inleddes efter att Hizbollah i en attack 1997 träffat och skadat en eller två Magach 6B (källorna är oense rörande antalet), och 1999 var den första modifikationen klar. Batash kommer från den israeliska akronymen för Bitachon Shotef (heltäckande säkerhet).
Ett fåtal M60A3 levererades till IDF 1979 och 1980, de gick under beteckningen Magach 6G. De utrustades med Urdan-observationshuv, men behöll det ursprungliga amerikanska värmeskyddet på eldröret.

### Magach 7

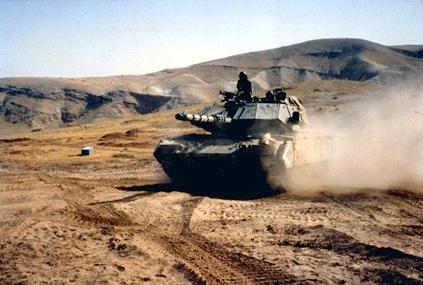
Magach 7C med spetsigare tornprofil på övning i ökenterräng

Vid början av 1990-talet introducerades nästa steg i utvecklingen. Magach 7 innebar en uppgradering av Magach 6 där modulerna av reaktivt pansar byttes ut till moduler med kompositpansar. Kompositpansar, i motsats till reaktivt pansar, erbjuder skydd mot pilprojektiler med kärna av utarmat uran, och då kompositpansar dessutom erbjuder förbättrat skydd gentemot pansarspränggranater än vad Blazer gjorde, beslöts det att utrusta vissa av stridsvagnarna med nytt kompositpansar av samma modell som Merkava-stridsvagnarna använde.
Magach 7A, som den första modellen kom att kallas, utrustades med tjocka skivor av kompositpansar vilka gav tornet en kantig form som såg annorlunda ut jämfört med den ursprungliga runda tornformen som varit kännetecknande för tidigare Patton-varianter. De utrustades också med sidokjolar för att skydda larvbanden. Ett nytt eldledningssystem introducerades också, bland annat innehållande en laseravståndsmätare, som gav Magach 7A möjlighet att bekämpa mål både på natten och på dagen. Stridsvagnen fick också de larvband som användes av Merkava, och motsvarar i princip Magach 6B, förutom skillnaden i skydd.
Ett försök att omgruppera pansaret för ett ballistiskt mer genomtänkt skydd ledde till Magach 7C. Magach 7C fick en klart skarpare tornprofil till följd av det omstrukturerade pansaret. I övrigt skiljer sig den inte från 7A-varianten, bortsett från en uppgraderad rökkastare med beteckningen IS-6.

## Besläktade varianter
Förutom de stridsvagnar som benämns Magach har IMI lanserat ytterligare en uppgradering av Patton-vagnar som bör nämnas i det här sammanhanget. IDF har också förutom stridsvagnar använt ett antal ingenjörsfordon baserade på chassit till Patton-vagnarna.

### Sabra
Efter att Merkava Mk 3 börjat produceras togs beslutet att erbjuda en uppgradering baserad på existerande M60A3 utrustad med komponenter från Merkava Mk 3. Den enskilt viktigaste modifikationen var uppgradering av huvudbeväpningen till den nya 120 mm slätborrade kanonen, som kan skjuta fenstabiliserade projektiler. En 60 mm granatkastare för infanteribekämpning finns som sekundär beväpning. Denna kan skötas från tornets insida för att inte besättningen ska behöva utsätta sig för infanterield. Nytt eldledningssystem, rökkastare, eldsläckningssystem, och modernt hybridpansar bestående av en kombination av kompositpansar och reaktivt pansar, ingår också i utrustningen. Eldledningssystemet stabiliserar tornet och pjäsen vilket ger hög sannolikhet för träff mot rörliga och stillastående mål också när stridsvagnen är i rörelse. Sabra har också utrustats med modernare fjädring, vilket förutom att göra körningen behagligare för besättningen gör att stridsvagnen kan accelerera från stillastående till 32 km/h på 9,6 sekunder.

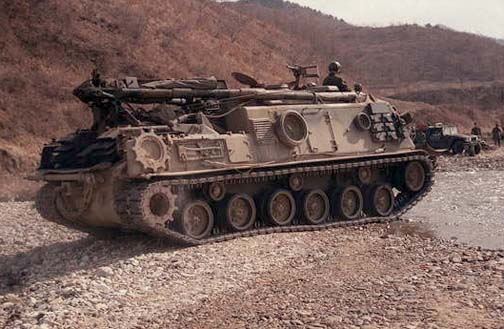
M88A1 bärgningsfordon baserat på Patton-chassi

Turkiet har tagit beslut om att uppgradera 170 M60A1 RISE till Sabra-standard, leveranserna slutfördes i april 2009.

### M88A
IDF använde ett antal M88 bärgnings- och reparationsfordon baserade på M48-chassit. De modifierades inte i samma utsträckning som stridsvagnarna, men ett litet antal som var utrustade med bensinmotor fick nya dieselmotorer för att minska brandrisken och öka standardiseringen. Alla M88 uppgraderades senare till M88A1. M88:s största svaghet är dess undermåliga skyddsnivån, vilket gör operationer på moderna slagfält farliga.
M88 är fortfarande i aktiv tjänst med de israeliska styrkorna, men då den saknar kapacitet att hantera Merkava Mk 4 kommer den att ersättas med en ny konstruktion baserad på Merkava Mk 3. Fordonet är döpt till Namera ARV.

### Broläggare

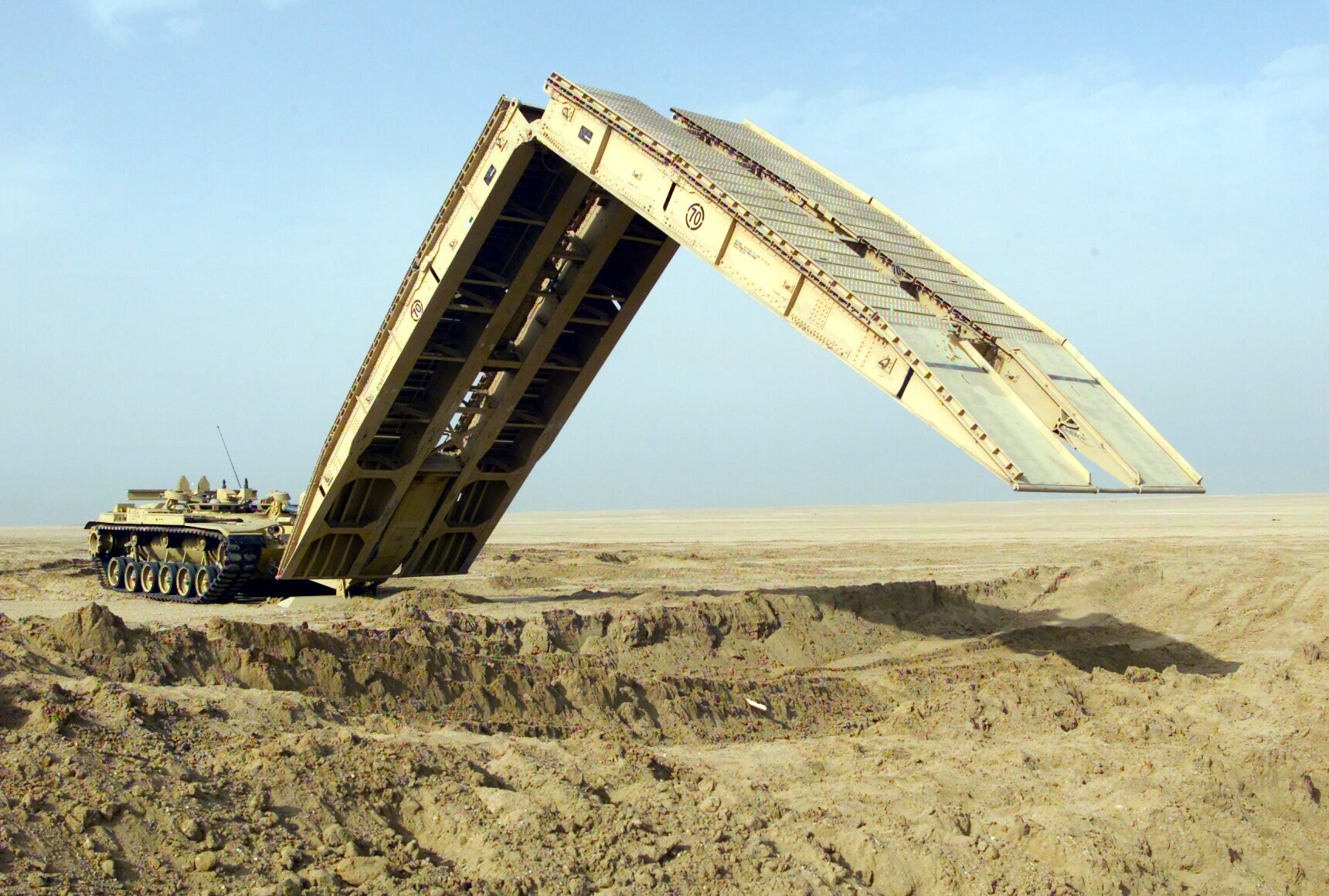
M60 AVLB i amerikansk tjänst, motsvarande fordon är i tjänst i israeliska armén

M48 AVLB och M60 AVLB är broläggningsvarianter baserad på Patton-chassit. Oklarhet råder rörande om IDF haft M48 AVLB i aktiv tjänst, eller om de enbart använt M60 AVLB. Skillnaderna mellan varianterna är små, då skillnaderna i skrovet mellan dieseldrivna M48-vagnar och tidiga M60-vagnar är små och främst syns i fronten. På senare år har AVLB-systemet ersatts av ett nytt system utvecklat av IMI. Systemet, som går under namnet Tandem, är baserat på M48 AVLB och M60 AVLB, och är för tillfället i bruk.

## Användning

### Sexdagarskriget
I Sexdagarskriget sattes Patton-stridsvagnarna in i huvudsak på den egyptiska fronten, som sågs som huvudfront av israelerna innan kriget. Stridsvagnarna slogs tillsammans med moderna Centurion-vagnar och äldre Sherman- och AMX-13-vagnar.
Efter Sexdagarskriget sammanställdes information om hur M48 presterat i strid av israelerna, och dessa motsvarade i stort förväntningarna. I jämförelse med T-54 och T-55 hade den visat att sig ha högre funktionssäkerhet. Bland nackdelarna fanns att stridsvagnen hade kort räckvidd och att de tidiga varianterna, M48A1 och M48A2, var bensindrivna, vilket ökade risken för bränder och explosioner. Rörande 90 mm pjäsens pansarspränggranaters penetrationsförmåga finns skiftande rapporter. De flesta källor är eniga om att den var kapabel att utan problem slå ut Egyptens T-34 och IS-3 vagnar, men dess förmåga att slå ut den modernare T-54/55 är oklar.

### Oktoberkriget
När Egypten och Syrien överraskande anföll Israel under den judiska högtiden Jom Kippur 1973 var de israeliska pansartruppernas huvudbeväpning Centurion samt Magach 3 och 6. På grund av Magach-varianternas lägre marktryck lämpade de sig bättre för strid i sanden i Sinai än Centurion-vagnarna. Av den anledningen stred majoriteten av Centurion-vagnarna i Golan, även om bägge vagnstyperna återfanns på bägge fronterna.
Kriget var första gången som israelerna mötte stora mängder infanteriburna granatgevär och pansarvärnsrobotar, och stridsvagnsförbanden i Sinai led stora förluster då de anföll förskansade infanterister utan eget infanteri eller artilleriunderstöd.
Trots svårigheterna lyckades israelerna slå tillbaka vidare egyptiska anfall och korsade i sin tur kanalen. Efter att pansartrupperna tagit sig över på Gilowa färjor och två broar, som bogserats fram till kanalen av Magach-vagnar, lyckades 162. pansardivisionen under Abraham Adan skära av den egyptiska tredje arméns försörjningsleder och omringa den. I divisionens utrustning ingick olika Magach-varianter.
Under kriget inleddes en amerikansk luftbro som flög in bland annat ammunition och nya Patton-vagnar till Israel. Antalet stridsvagnar var lågt, då endast C-5 Galaxy planen var tillräckligt stora för att kunna flyga in dem. Den psykologiska effekten var däremot stor.
De viktigaste lärdomarna som drogs från Oktoberkriget var att stridsvagnar alltid behöver understöd, vikten av artilleri samt värdet av tungt bepansrade pansarskyttefordon. Det här fick effekter på senare utveckling av stridsvagnar och pansarförbandens sammansättning i IDF. En annan lärdom var att alla Magach-vagnar utrustades med en hydraulolja med högre flampunkt för att minska eldfaran.

### Operation Fred i Galiléen 1982
Huvudartikel: Operation Fred i Galiléen
Även om Merkava tillförts de israeliska pansardivisionerna spelade de äldre Magach 6-vagnarna en viktig roll i Operation Fred i Galiléen, Israels invasion av Libanon 1982. Mötet med syriska reguljära styrkor och terroristgrupper beväpnade med RPG-7 raketgevär och pansarvärnsrobotar blev det första stora testet för Blazer, och det visade sig erbjuda ett gott skydd. Stridsvagnstrupperna led endast ett fåtal förluster, och de uppstod i första hand då israeliska styrkor gick in i libanesiska städer.

### Al-Aqsa-intifadan
Information om Magach-vagnars insats i Al-Aqsa-intifadan är sparsamma, men det står klart att de har opererat i de palestinska territorierna. 2003 dog fyra besättningsmän i Gaza då deras Magach 7C totalförstördes av en sprängladdning, enligt israeliska källor vägde den cirka 100 kg, som detonerades under stridsvagnen. Även Magach 6B Gal Batash uppges ha använts i operationer, men i första hand på Västbanken.

### Libanonkriget 2006
Källorna är motstridiga om Magach sattes in i Libanon 2006. Vissa källor hävdar att endast Merkava-vagnar ingick i pansartrupperna som sattes in i Libanon. Klart är dock att ett stort antal Magach var i aktiv tjänst vid tiden för kriget.

## Användare
- Israel: INSS: 310 Magach 6, 1 040 Magach 7/6G[58] Globalsecurity: 560 Magach 5, 711 Magach 6, 110-180 Magach 7[59]

- Turkiet: 170 Sabra[32]